# محاصره مینرو
محاصره مینرو (انگلیسی: Siege of Minerve)، محاصره‌ای که در ژوئن و ژوئیه ۱۲۱۰ طی جنگ صلیبی کاتاری آغاز گشت. 
پس از پیروزی‌های ابتدایی صلیبیون در بزیه و کارکاسون، جنگ تقریباً در طول زمستان متوقف شد اما نیروهای جدید صلیبی به منطقه رسیدند. در مارس ۱۲۱۰، برام پس از یک محاصره کوتاه‌مدت تسخیر شد. در ژوئن، قلعه مستحکم مینرو محاصره شد. این قلعه از اهمیت استراتژیک مهمی برخوردادر نبود. تصمیم سیمون برای حمله احتمالاً پس آن که به وی اطلاع داده شد که تعداد زیادی از پرفکت‌ها کاتار در قلعه هستند، گرفته شد. سیمون که به‌خاطر موقعیت جغرافیایی قلعه نتوانست با یک یورش مسخر کند، بمباران سنگین قلعه را آغاز کرد. در اواخر ژوئن چاه اصلی قلعه تخریب شد و در ۲۲ ژوئیه، قلعه به دلیل کمبود منابع آبی، تسلیم شد. سمیون تمایل داشت که با ساکنان تسلیم‌شده قلعه با ملایمت رفتار کند اما با فشار امالریک برای تنبیه کاتارها متقاعد شد. صلیبیون به کاتارهای غیرپرفکت اجازه خروج از قلعه و به کاتارهای پرفکت فرصت روی‌گردانی از کاتاریسم و بازگشت به کاتولیک را دادند. سیمون و بسیاری از سربازانش تلاش زیادی برای تغییر کیش کاتارها انجام دادند اما تا حدود زیادی ناموفق بودند. در نهایت سه زن کیش خود را تغییر دادند و کاتولیک شدند. ۱۴۰ نفر دیگر که مخالفت کردند در آتش سوزانده شدند. برخی از آنها داوطلبانه وارد آتش شدند و منتظر جلادان نشدند.

## پیش‌زمینه
در میانه سال ۱۰۲۲ و ۱۱۶۳، هشت شورای کلیسای محلی کاتارها را محکوم کردند که آخرین آنها در تور برگزار شد که طی آن اعلام شد که آلبیگایی‌ها باید به زندان افتاده و اموال آنها مصادره شود. سومین شورای لاتران که در سال ۱۱۷۹ برگزار شد، این محکومیت را تأیید و تکرار کرد. تلاش‌های دیپلماتیک اینوسنت سوم برای عقب‌راندن کاتاریسم با موفقیت کمی روبه‌رو شد. پس از قتل نمایندهٔ تام‌الاختیار پاپ، پیر دو کاستلنو، ظن اینوسنت به ریمون ششم، کنت تولوز، پاپ جنگ صلیبی جدیدی علیه کاتارها اعلام کرد. وی زمین‌های کاتارهای بدعت‌گذار را به اشراف فرانسوی که در این جنگ صلیبی شرکت کنند، پیشنهاد کرد.
در میانهٔ سال ۱۲۰۹، تزدیک به ۱۰ هزار نفر از صلیبیون در لیون قبل از حرکت به سمت جنوب جمع شدند. پس از جمع شدن کامل نیروها، صلیبیون عازم مون‌پلیه و اراضی ریمون راجر ترنکاول شدند تا کاتارهای اطراف آلبی و کارکاسون هدف قرار دهند.در ۲۱ ژوئیه ۱۲۰۹، صلیبیون تحت رهبری نماینده پاپ، ارنو امالریک، محاصره بزیه را آغاز کردند. صلیبیون پس از محاصره خواستار بیرون آمدن کاتولیک‌های شهر و تسلیم‌شدن کاتارها شدند. اما هیچ‌یک طبق دستور صلیبیون عمل نکردند. شهر روز بعد زمانی که یورش مدافعان به صلیبیون ناکام ماند، سقوط کرد. تمام جمعیت شهر سلاخی شد و شهر در آتش سوخت.